# 梅青根
梅青根（發音：[ˈmɛtsɪŋən] ⓘ；又译麦琴根）是德国巴登-符腾堡州蒂宾根行政区罗伊特林根县的城市，总面积34.55平方千米，2023年12月31日总人口为22,530人。梅青根以服装奥特莱斯工厂店闻名德国，也是雨果博斯品牌的创始地。